# 정글 크루즈

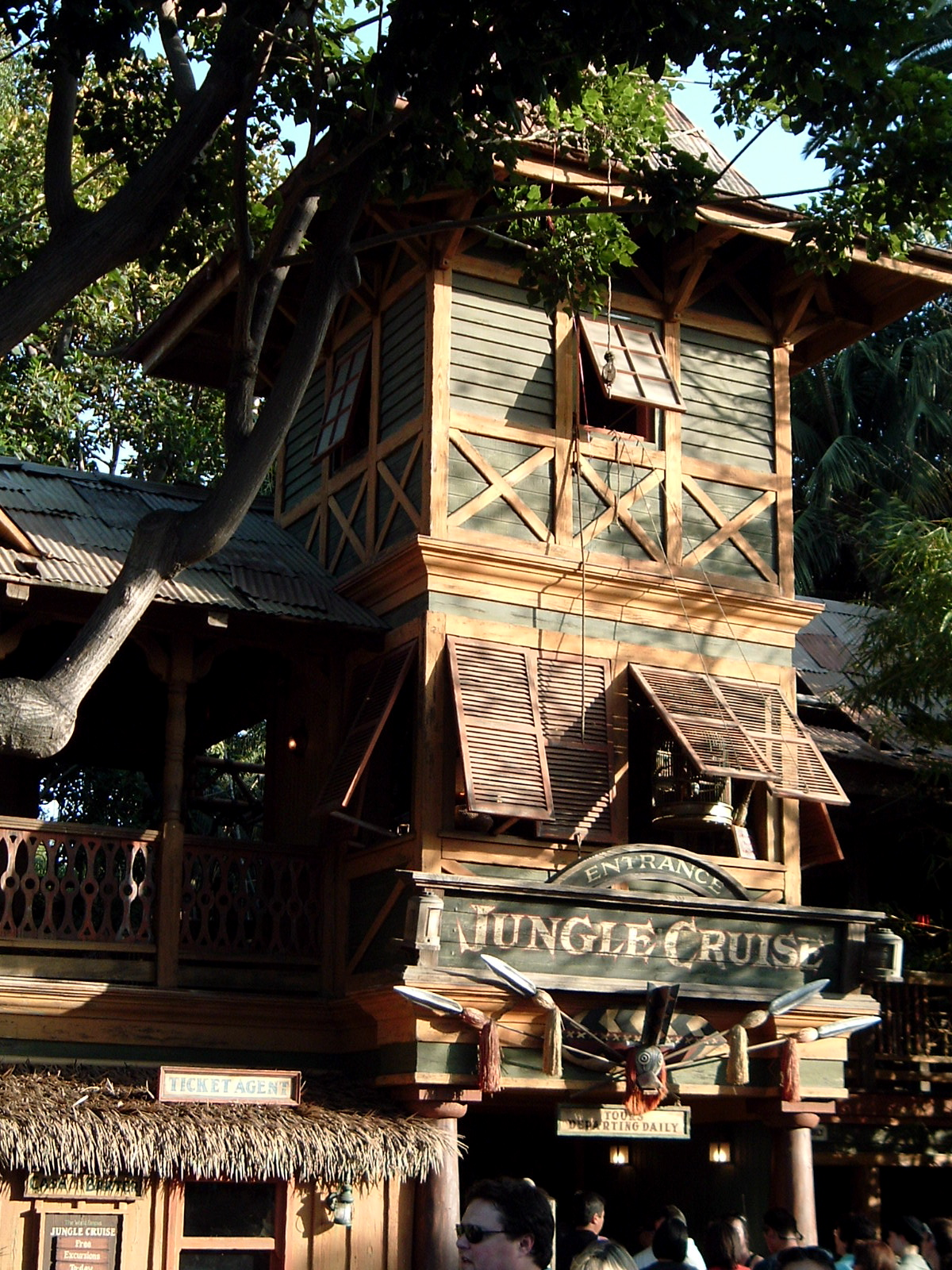
디즈니랜드의 정글 크루즈

정글 크루즈(영어: Jungle Cruise)는 디즈니랜드, 매직 킹덤, 도쿄 디즈니랜드, 홍콩 디즈니랜드에 있는 놀이기구이다.
이 놀이기구는 아시아, 아프리카, 남아메리카의 여러 주요 강을 따라 유람선을 타고 내려가는 놀이구이다. 탑승자는 1930년대 영국 탐험가 산장에서 증기 발사기를 타고 다양한 오디오애니매트로닉스를 사용한 정글을 지나 여행을 떠나게 된다.